# Morgan City (Louisiana)
Morgan City és una població dels Estats Units a l'estat de Louisiana. Segons el cens del 2000 tenia 12.703 habitants.

## Demografia
Segons el cens del 2000, Morgan City tenia 12.703 habitants. La densitat de població era de 837 habitants/km².
Per edats la població es repartia de la següent manera: un 26,4% tenia menys de 18 anys, un 8,7% entre 18 i 24, un 27,7% entre 25 i 44, un 23,3% de 45 a 60 i un 13,9% 65 anys o més.
L'edat mediana era de 36 anys. Per cada 100 dones de 18 o més anys hi havia 91,8 homes.
La renda mediana per habitatge era de 28.324 $ i la renda mediana per família de 36.196 $. Els homes tenien una renda mediana de 31.712 $ mentre que les dones 19.550 $. La renda per capita de la població era de 14.577 $. Entorn del 17,7% de les famílies i el 20,7% de la població estaven per davall del llindar de pobresa.

## Poblacions més properes
El següent diagrama mostra les poblacions més properes.